# Ломиворотов, Илья Романович
Илья Романович Ломиворотов (род. 19 марта 2001) — российский самбист, серебряный призёр первенства России среди кадетов 2017 года, чемпион Европы среди юниоров 2021 года, бронзовый призёр первенства мира среди юниоров 2020 года (за Беларусь), призёр международных турниров, бронзовый призёр розыгрышей Кубка мира 2021 и 2023 годов, бронзовый призёр чемпионата Европы 2023 года, кандидат в мастера спорта. Выступает в весовой категории до 79 кг. Наставником Ломиворотова является его отец, мастер спорта России по самбо Роман Ломиворотов.